# Henicodium geniculatum
Henicodium geniculatum är en bladmossart som beskrevs av William Russell Buck 1989. Henicodium geniculatum ingår i släktet Henicodium och familjen Pterobryaceae. Inga underarter finns listade i Catalogue of Life.